# Њих двојица
Њих двојица је југословенски филм из 1955. године, сниман у Љубовији. Прво приказивање је било 13. марта 1955. године. Филм је режирао Жорж Скригин, а сценарио написао Столе Јанковић.

## Радња
Трудећи се да преживе рат и да сачувају породице и имања, сељаци се клоне било какве активности против окупатора. Терор окупатора и његових сарадника ипак изазива њихов отпор и уверење да се само борбом може доћи до мира. Двојица комшија пролазе пут од пријатељства до јасних непријатеља, јер један од њих решава да сакрије рањеног комунисту.

## Улоге
| Глумац             | Улога               |
| ------------------ | ------------------- |
| Миливоје Живановић | Стојан              |
| Драгутин Тодић     | Илија               |
| Драгомир Фелба     | Војин               |
| Никола Поповић     | Војвода Крста       |
| Томанија Ђуричко   | Милка               |
| Морис Леви         | Бошко               |
| Емил Рубен         | Жарко               |
| Слободан Перовић   | Четник Марко        |
| Љуба Тадић         | Партизан у воденици |
| Лаза Лазаревић     | Чика Неша           |
| Деса Димитријевић  | Стана               |
| Дуња Херцигоња     | Јола                |
| Вета Мирашевић     | Мара                |
| Предраг Јовановић  | Срђа                |
| Станко Буханац     |                     |
| Иво Јакшић         |                     |
| Драган Оцокољић    |                     |
| Радослав Павловић  |                     |
| Душан Перковић     |                     |
| Радомир Поповић    |                     |
| Милорад Миша Волић |                     |
| Обрад Недовић      |                     |
| Мирко Тодоровић    |                     |

Комплетна филмска екипа  ▼
| Редитељ                   | Жорж Скригин        |                                          |
| Сценариста                | Столе Јанковић      |                                          |
| Композитор                | Бојан Адамич        |                                          |
| Директор фотографије      | Велибор Андрејевић  | директор фотографије                     |
| Mонтажер                  | Олга Скригин        |                                          |
| Сценограф                 | Миомир Денић        |                                          |
| Уметнички директор        | Александар Миловић  |                                          |
| Декоратер сцене           | М. Сарић            |                                          |
| Одсек за шминку           | Сава Кошничаревић   | шминкер                                  |
| Менаџер продукције        | Салко Бојчић        | помоћник директора филма (као С. Бојцић) |
| Менаџер продукције        | Теодор Палигорић    | директор филма                           |
| Помоћник режије           | Александар Јешић    | помоћник редитеља                        |
| Помоћник режије           | Бранко Савић        | помоћник редитеља                        |
| Уметнички одсек           | Миладин Аранђеловић | сет дизајнер                             |
| Уметнички одсек           | М. Чекић            | сценски реквизитер                       |
| Одсек за звук             | Вук Дабушко         | асистент тонског сниматеља               |
| Одсек за звук             | С. Ристић           | асистент тонског сниматеља               |
| Одсек за звук             | Божидар Вукадиновић | тон мајстор                              |
| Специјални ефекти         | Душан Живковић      | пиротехничар                             |
| Одсек за камеру и расвету | Секула Бановић      | пратилац камере                          |
| Одсек за камеру и расвету | Јован Јовановић     | први асистент сниматеља                  |
| Одсек за камеру и расвету | Живорад Милић       | фотограф                                 |
| Одсек за камеру и расвету | Богољуб Петровић    | пратилац камере                          |
| Одсек за камеру и расвету | Арсеније Ровнар     | вођа расвете                             |
| Одсек за костим           | Даринка Микљановић  | гардеробер (као Д. Микљановић)           |
| Одсек за монтажу          | Катица Бањанин      | асистент монтажера                       |
| Location Management       | Драгош Стојановић   | менаџер локације                         |
| Музички одсек             | Љиљана Поповић      | музички уредник                          |
| Остала екипа              | В. Бареза           | секретар режије                          |
| Остала екипа              | М. Чекић            | реквизитер                               |
| Остала екипа              | Раде Чупић          | дизајнер наслова                         |

## Занимљивост
- Композиција из овог филма поново је коришћена као уводна шпица за серију Рањени орао.